# Oraesia
Oraesia es un género de lepidópteros perteneciente a la familia Erebidae. 

## Especies
- Oraesia aeneofusa Hampson, 1926
- Oraesia albescens Seitz, 1940
- Oraesia argyrolampra Hampson, 1926
- Oraesia argyrosema Hampson, 1926
- Oraesia argyrosigna Moore, 1884
- Oraesia basiplaga Walker, 1865
- Oraesia camaguina Swinhoe, 1918
- Oraesia cerne Fawcett, 1916
- Oraesia emarginata Fabricius, 1794
- Oraesia excavata Butler, 1878
- Oraesia excitans Walker, 1857
- Oraesia glaucocheila Hampson, 1926
- Oraesia honesta Walker, 1857
- Oraesia igneceps Hampson, 1926
- Oraesia nobilis Felder & Rogenhofer, 1874
- Oraesia pierronii Mabille, 1880
- Oraesia provocans Walker, 1857
- Oraesia rectistria Guenée in Boisduval and Guenée, 1852
- Oraesia serpens Schaus, 1898
- Oraesia striolata Schaus, 1911
- Oraesia stupenda Dognin, 1912
- Oraesia subucula Dognin, 1910
- Oraesia triobliqua Saalmüller, 1880
- Oraesia wintgensi Strand, 1909